# Gorges de l'Arly
Pour les articles homonymes, voir Arly (homonymie).
Les gorges de l'Arly sont des gorges de France situées en Savoie, entre la chaîne des Aravis au nord-ouest et le massif du Beaufortain au sud-est. Elles constituent entre Flumet et Ugine le cours moyen de l'Arly qui prend sa source à Megève et conflue dans l'Isère à Albertville. La géologie particulière des roches entaillées par la rivière entraîne de fréquents éboulements et chutes de rocher, contraignant à de nombreuses fermetures de la route départementale 1212 qui longe la rivière ; les différents travaux d'aménagement et de remise en état de cet axe routier en font l'une des routes les plus chères et les plus dangereuses de France.

## Géographie

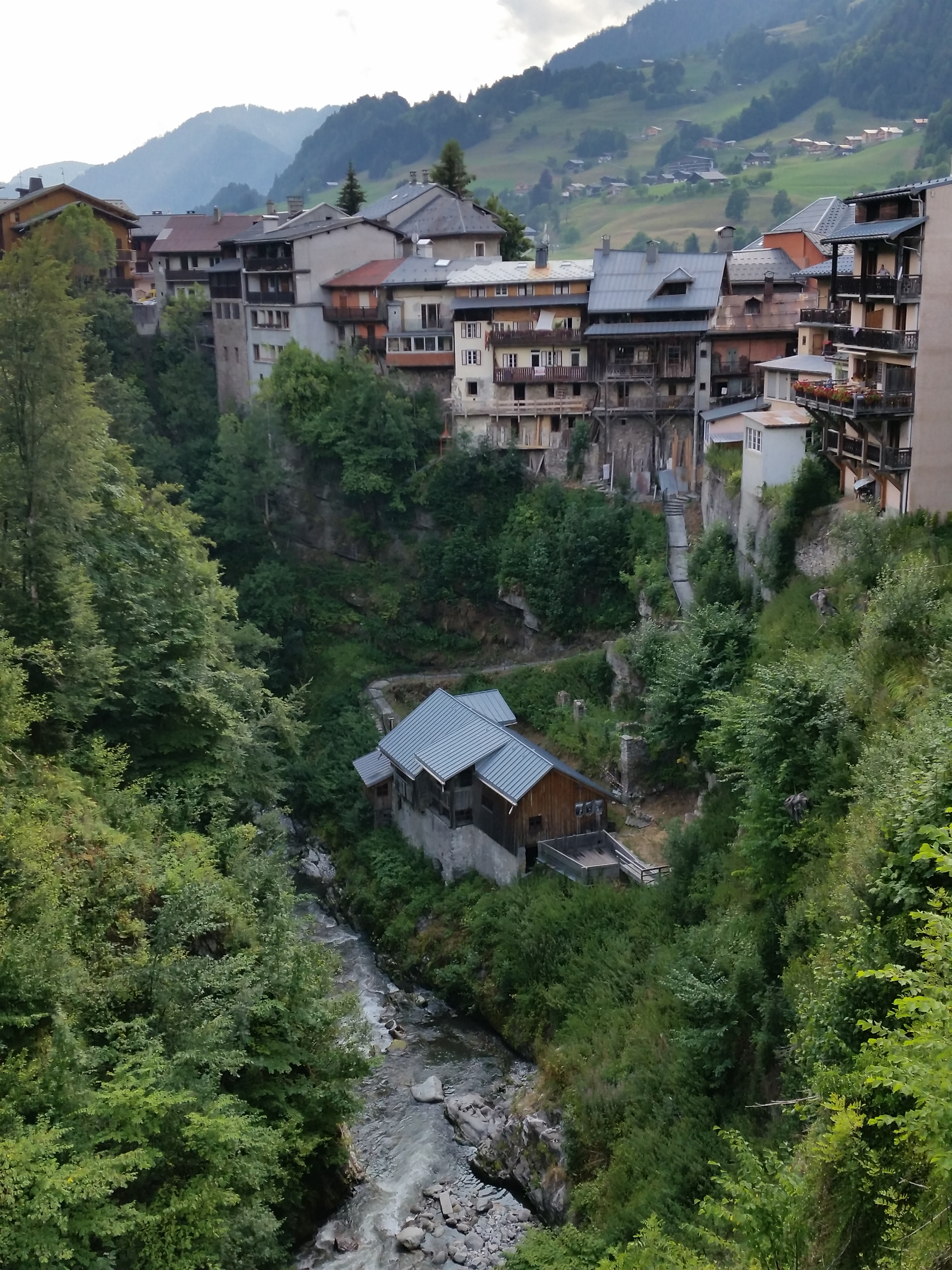
Vue de Flumet et ses habitations en balcon au-dessus de l'Arly au début des gorges.

Les gorges de l'Arly sont situées dans les Alpes françaises, dominées en rive droite par le Signal du Sac, la Croix Cartier, le Treu et le Praz Vechin, contreforts de la chaîne des Aravis au nord-ouest et en rive gauche par le mont Reguet, le Lachat, le Signal de Bisanne et la Croix de Coste du massif du Beaufortain au sud-est. Quelques kilomètres après sa source et après avoir traversé Megève et Praz-sur-Arly dans des paysages d'alpages, le lit de la rivière commence à s'enfoncer dans les terrains environnants, juste en amont de Flumet. En traversant le village, les gorges forment déjà une frontière naturelle relativement marquée entre les deux rives, franchies ici par le pont de l'Abyme. Le torrent, grossi par les eaux de l'Arrondine qui s'écoule aussi dans ses propres gorges, s'encaisse de plus en plus entre les reliefs aux pentes escarpées et boisées. Les villages et hameaux — Notre-Dame-de-Bellecombe, Saint-Nicolas-la-Chapelle, Crest-Voland, Héry, Cohennoz — sont installés à mi-pente, entre 1 000 et 1 200 mètres d'altitude, tandis que la rivière s'écoule 200 à 600 mètres plus bas. Longées tour à tour en rive gauche ou en rive droite par la route départementale 1212, les gorges débouchent à Ugine au bout de treize kilomètres, juste avant la confluence de l'Arly avec la Chaise, à 420 mètres d'altitude après en avoir perdu plus de 500 depuis Flumet.
La présence de ces gorges est expliquée par la pétrologie des terrains traversés par l'Arly,. Ainsi, les versants des gorges sont composés de micaschistes et de terrains houillers, bien plus friables et sujets à l'érosion que les autres roches environnantes qui les surplombent, notamment le calcaire bajocien du Praz Vechin, du Treu et de la Croix Cartier,. La présence des marnes dans les contreforts de la chaîne des Aravis entraîne également une intense érosion de la rive droite de l'Arly au niveau des gorges, qui se traduit par les vallons très encaissés du nant de Chaucisse, du Flon et du ruisseau du Meuneray, sans compter les gorges de l'Arrondine,,. En rive gauche, les schistes et autre roches cristallines du Beaufortain sont plus résistantes à l'érosion mais n'ont pas empêché la formation de gorges dans la partie basse du cours du nant Rouge,,.
Situées dans le prolongement de la Combe de Savoie, les gorges de l'Arly forment, avec le val d'Arly en amont, un axe de communication naturel entre la Savoie au sud-ouest et les vallées de l'Arve et de Chamonix au nord-est et au-delà, le Chablais et la Suisse,,. Ainsi, les gorges sont parcourues dans leur longueur par trois axes routiers : la route départementale 1212 qui longe la rivière au fond des gorges, la route départementale 109 à mi-pente en rive droite par Héry et la route départementale 71 à mi-pente en rive gauche par Cohennoz. La D1212 constitue l'axe le plus fréquenté des trois mais c'est également celui le plus sujet aux fermetures, le trafic routier étant dans ce cas reporté sur la D71 et surtout sur la D109. Ces fermetures surviennent notamment en hiver et au printemps, périodes au cours desquelles les conditions météorologiques, notamment les précipitations abondantes sous forme de pluie et de neige ainsi que le gel, provoquent une érosion accrue des terrains qui constituent le bas des gorges, entraînant des chutes de roche voire des éboulements. Malgré les dispositifs de sécurisation — filets, gabions, galeries, tunnels, etc. —, ces évènements sont récurrents, poussant même les autorités à envisager un temps la fermeture définitive de cet axe routier au vu des moyens financiers importants engagés à chaque saison pour la remise en état.
Le dernier gros investissement en date fait suite à un important éboulement le 9 février 2019 dans le secteur des Cliets, en aval du hameau du Cernix sur la commune de Cohennoz, qui coupe totalement la route. Cette portion de la route étant la plus sujette aux chutes de rochers, il est décidé la construction d'un tunnel de 240 mètres de longueur en rive gauche de l'Arly, la construction d'un pont et le renforcement de murs et d'ouvrages d'arts existants. Après plus de deux ans de fermeture, les gorges rouvrent à la circulation pour l'été 2021.

## Histoire

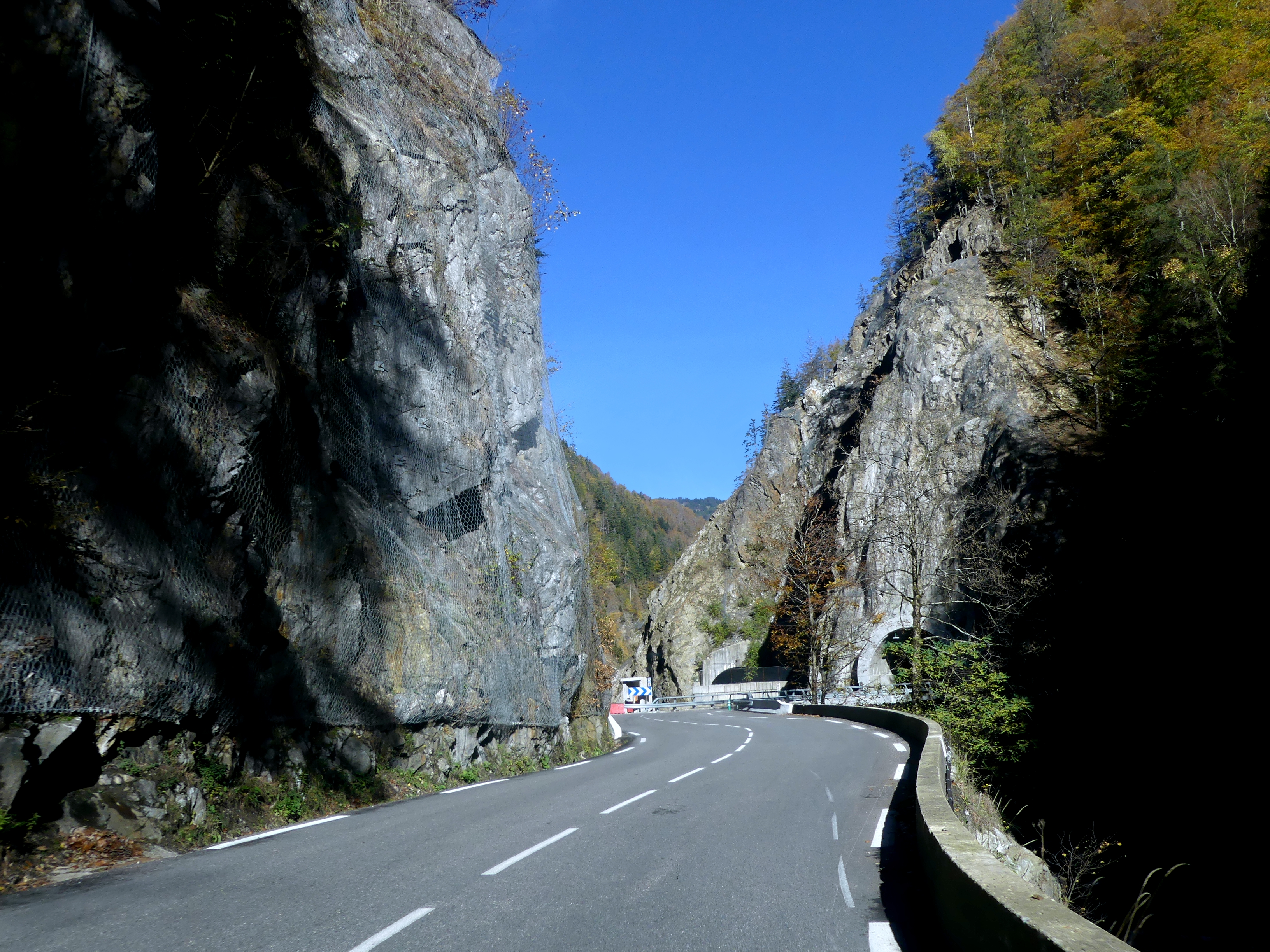
RD 1212 dans les gorges de l'Arly.

Les gorges se forment par érosion régressive durant le Quaternaire, l'Arly laissant temporairement la place à une diffluence du glacier de l'Arve lors des maximums glaciaires — glacier qui marque le paysage avec la forme très évasée du val d'Arly encore visible au niveau du col de Megève.
Le peuplement des vallées de la Savoie au cours des siècles s'accompagne de déplacements de populations et de marchandises qui se retrouvent confrontés à l'obstacle naturel que constituent les gorges. Des chemins sont alors tracés à flanc de montagne, bien loin des flots torrentiels de la rivière. Ce n'est qu'en 1866, après vingt ans de travaux, que la route dans le fond des gorges, l'actuelle route départementale 1212, est tracée,. Elle est aménagée au fil des ans, surtout depuis les années 1950, afin de prémunir les voyageurs des chutes de rochers, des éboulements et des inondations.
La rivière dans les gorges participe aussi directement à l'économie de la vallée car elle sert à amener par flottage le bois coupé dans le val d'Arly aux scieries installées plus en aval et tirant leur énergie hydraulique de l'eau de la rivière détournée par biefs ; cette industrie connait un pic d'activité au XIXe siècle avant de diminuer drastiquement. Outre ceux liés à la prévention des risques, les aménagements de la rivière sont également représentés par la construction en 1950 du petit barrage des Mottets en contrebas de Saint-Nicolas-la-Chapelle qui amène l'eau par une conduite forcée à la centrale hydroélectrique de l'Arly à Ugine, juste à la sortie des gorges.